# Cell Stem Cell
Cell Stem Cell es una revista científica especializada en el campo de las células madre. Editada por el grupo Cell Press, propiedad de la editorial holandesa Elsevier, la revista publicó su primer número el 7 de junio de 2007. Con una periodicidad mensual y editada en lengua inglesa, la revista está dirigida por expertos en el campo de la investigación biocelular. Sus archivos están abiertos 12 meses después de su publicación. Según Journal Citation Reports, el factor de impacto de esta revista fue 25,315 en 2012. La editora actual es Deborah Sweet.

## Artículos destacados

### Células madre resistentes a la quimioterapia
En su edición de marzo de 2017, la revista Cell Stem Cell presenta un nuevo estudio, en este caso de investigadores del Institut de Recerca Biomèdica (IRB) de Barcelona, en el que se describe la resiliencia de un grupo de células madre en el intestino a la quimioterapia. El trabajo describe a un grupo de células madre del intestino, un "reservorio", que tienen características muy diferentes a las abundantes y activas células madre ya conocidas en este órgano, y que son quiescentes, es decir, no proliferan y se encuentran en estado de aparente hibernación.

### Crías de ratón sanas de dos madres
En octubre de 2018, la revista publicó el trabajo de varios investigadores de la Academia China de las Ciencias que habían logrado producir 29 ratones sanos de dos madres utilizando células madre y edición genética. Entre los firmantes del artículo destaca Qi Zhou, coautor del trabajo.